# 徐鸣 (1956年)
徐鸣（1956年5月—），男，汉族，江苏无锡人，中华人民共和国政治人物。南京大学中文系汉语言文学专业毕业，中共中央党校研究生院在职研究生班法学专业研究生学历，曾任中共江苏省委常委、江苏省人民政府副省长、江苏省政协副主席。

## 生平
1973年6月参加工作。1977年4月加入中国共产党。历任镇江市政府办公厅副主任、副秘书长，中共丹徒县委副书记、县人大常委会主任，共青团江苏省委副书记、书记，南京新机场建设指挥部副总指挥、江苏航空产业集团有限责任公司副总经理，江苏省人民政府副秘书长，江苏省农垦集团有限公司董事长、党委书记、总经理等职务，2003年2月任中共徐州市委书记。
2008年1月，52岁的徐鸣任江苏省人民政府副省长，2009年7月不再担任中共徐州市委书记。2010年4月任江苏省人民政府副省长、党组成员兼省政府国有资产监督管理委员会党委书记。2014年6月23日任中共江苏省委常委、江苏省人民政府副省长。2016年1月28日，在江苏省政协第十一届委员会第四次会议上当选江苏省政协第十一届委员会副主席。2016年7月29日辞去江苏省副省长职务，2018年1月29日卸任江苏省政协副主席职务。